# 山田浩之 (プロ雀士)
山田 浩之（やまだ ひろゆき、1976年5月1日 - ）は、競技麻雀のプロ雀士。日本プロ麻雀連盟所属。同団体内での段位は八段。

## 来歴
兵庫県出身。血液型B型。

## 人物
- 趣味・特技はテニス、スノーボード。
- キャッチフレーズは「砂漠の毒針殺法」[1]。
- 女流勉強会の講師を長く務めている事から連盟員からの評価が高く、「教授」と呼ばれ慕われている。ちなみに東城りおは日本プロ麻雀協会所属時代、東城自身が抱いていた麻雀に対する疑問等を山田が非常に分かりやすく説明してくれた事に感銘を受け、後に日本プロ麻雀連盟に移籍するきっかけの一つとなったと語っている。

## 獲得タイトル
チャンピオンズリーグ（第19期)